# 於潜镇
於潜镇，是中华人民共和国浙江省杭州市临安区下辖的一个镇。

## 历史
秦朝建於潜县设治。1956年，於潜县改称於潜镇，并入临安县管辖。

## 行政区划
於潜镇下辖以下村级行政区划单位：
於潜社区、金家村、下埠村、横山村、昔口村、民幸村、铜山村、绍鲁村、南山村、祈祥村、自由村、观山村、后渚村、凌口桥村、英公村、百园村、谢家村、方元村、横鑫村、潜东村、田干村、光明村、堰口村、双坑村、古竺村、逸逸村、扶西村、杨洪村、泗洲村、朱湾村和千茂村。